# Gennadiy Garbuzov
Pour les articles homonymes, voir Garbuzov.
Gennadiy Garbuzov est un boxeur soviétique né le 11 septembre 1930 et mort le 21 octobre 2009.

## Biographie
Champion d'union soviétique des poids coqs en 1951, Garbuzov participe aux Jeux olympiques d'été de 1952 en combattant dans cette catégorie et remporte la médaille de bronze.

## Palmarès

### Jeux olympiques
- Médaille de bronze en -54 kg en 1952 à Helsinki,  Finlande